# Jenni Rivera
Dolores Janney Rivera Saavedra, née le 2 juillet 1969 à Long Beach, Californie, et décédée le 9 décembre 2012 à Nuevo Leon, Mexique, est une chanteuse mexico-américaine, auteure-compositrice, actrice, productrice de télévision, porte-parole, et entrepreneure connue pour son travail dans le genre régional de la musique mexicaine.
Jenni Rivera a recueilli un nombre important de nominations et de récompenses aux cérémonies les plus prestigieuses de la musique latine. Au cours de sa carrière, elle a reçu deux prix Oye! (l’équivalent mexicain aux Grammy Awards des États-Unis), deux Billboard Music Awards, vingt-deux Latin Billboard Music Awards, onze Billboard Music Awards mexicains et dix-huit Lo Nuestro. Elle a reçu quatre nominations aux Latin Grammy. Elle a une étoile sur le Las Vegas Walk of Stars, et elle fait partie des meilleures ventes d'artistes régionaux mexicains de tous les temps, ayant vendu plus de 20 millions de disques dans le monde entier, faisant d’elle la chanteuse de banda la mieux rémunérée de tous les temps.
En dehors de la musique, Jenni Rivera a été active  dans sa communauté et a fait don de son temps à des causes civiques. La Coalition contre la violence domestique nationale l’a nommée comme porte-parole aux États-Unis. Le 6 août a été proclamé "Jenni Rivera Day" par le conseil municipal de Los Angeles pour son travail de charité et sa participation communautaire.
Le 9 décembre 2012, alors qu’elle entamait une tournée nationale au Mexique, elle meurt dans le crash aérien d’un Learjet 25 survenu pour une raison indéterminée près de Monterrey, au Mexique, avec 6 autres personnes à son bord.

## Biographie
Elle a vendu 20 millions d'albums à travers le   
monde, dont 1 million aux États-Unis. Elle a été nommée aux Latin Grammy Award en 2003, 2008 et 2010.
Femme d'affaires, elle possédait sa propre compagnie de jeans et de cosmétiques. Elle était également productrice des émissions de téléréalité du canal mun2. À la fin de sa vie, elle se tournait vers une carrière d'actrice avec la sortie en avril 2013 du film Filly Brown.
Elle est morte le 9 décembre 2012 dans un accident d'avion dans l'État de Nuevo León.

## Discographie

### Albums studio
- 2003 : Homenaje a las grandes
- 2004 : Simplemente, la mejor
- 2005 : Parrandera, rebelde y atrevida
- 2006 : En vivo desde Hollywood
- 2006 : Besos y copas desde Hollywood
- 2007 : Mi vida loca
- 2007 : La diva en vivo
- 2008 : Jenni
- 2009 : Jenni: Super Deluxe
- 2009 : La gran señora
- 2010 : La gran señora en vivo
- 2011 : Joyas prestadas (Banda)
- 2011 : Joyas prestadas (Pop)

## Filmographie

### Cinéma
- 1994 : La dinastía de los Pérez : Cantante Palanque
- 2012 : Filly Brown : María Tenorio